# Hasan-i Rumlu
Hasan-i Rumlu fou un historiador persa nascut a Qom el 1530/1531. Va escriure una història general en 12 volums anomenada Ahsan al-tawarikh de la que se'n conserven només dos volums. Va morir a una data posterior a 1578.